# Ariobarzan (satrap Frigije)
Ariobarzan (perz. Ariyabrdna) je bio perzijski plemić i satrap Frigije od 387. do 362. pr. Kr.

## Obitelj
Ariobarzan je bio sin perzijskog plemića Farnabaza II. koji je također služio na mjestu satrapa Frigije, što je antička pokrajina u današnjoj sjeverozapadnoj Turskoj. Njihova satrapska vladarska dinastija često se naziva Farnakidima, nazvanim po Farnaku I. čiji je nećak Darije Veliki postao vladarom Perzijskog Carstva. Farnakovi potomci ostali su u odličnim odnosima s perzijskom kraljevskom obitelji kao i u krvnom srodstvu; primjerice Ariobarzanov otac Farnabaz II. oženio se Apameom, kćeri velikog kralja Artakserksa II.

## Politički život
Godine 407. pr. Kr. kada još nije postao satrapom, Ariobarzan je radio kao diplomat. Otac ga je zadužio za povratak atenskih diplomata sa satrapskog dvora natrag u Grčku. Pretpostavlja se kako je Ariobarzan bio u dobrim odnosima i sa spartanskim plemićem Antalkidom.
Ariobarzanov otac Farnabaz II. igrao je važnu ulogu tijekom Korintskog rata između Sparte i ostalih grčkih polisa, pri čemu je podržavao Spartu koja je naposljetku pobijedila u ratu uz veliku perzijsku pomoć. Nakon što ga je nagradio perzijski Veliki kralj premještanjem na viši politički položaj, satrapom Frigije 387. pr. Kr. postaje njegov sin Ariobarzan.
Ariobarzan je održavao dobre odnose s Atenom i Spartom, a kada se tijekom dvanaeste godine vladavine zbog nepoznatih razloga odlučio pobuniti protiv Artakserksa II., dobio je potporu grčkih gradova. Primjerice, spartanski kralj Agesilaj II. odlučio je doći u Malu Aziju sa svojim plaćeničkim vojnicima. Neki satrapi priključili su se Ariobarzanovoj pobuni; Mauzol iz Karije, Oront I. od Armenije, Autofradat od Lidije i Datam od Kapadocije. Također, pobunjenim satrapima pomoć je pružio i egipatski faraon Teos. Ariobarzan je neko vrijeme proveo u gradu Asosu gdje ga je opkolila perzijska vojska, no uz veliku pomoć svojih saveznika izdržao je opsadu.
Kao odgovor na atensku potporu Ariobarzan im je poklonio grčki grad Sest na obalama Dardanela koji je nekad pripadao Ateni, na što su Atenjani odgovorili imenovanjem Ariobarzana službenim atenskim građaninom. Ipak, Perzijanci su 362. pr. Kr. ugušili pobunu, dok je Ariobarzana izdao vlastiti sin Mitridat. Nakon što je ubijen, Ariobarzana je nasljedio njegov polubrat Artabaz II.

## Poveznice
- Perzijsko Carstvo
- Farnabaz II.
- Artabaz II.

| Prethodnik:                        | Satrap Frigije (387. - 362. pr. Kr.) | Nasljednik:                       |
| Farnabaz II. (413. - 387. pr. Kr.) | Satrap Frigije (387. - 362. pr. Kr.) | Artabaz II. (362. - 353. pr. Kr.) |

## Vanjske poveznice
- Ariobarzan (Livius.org, Jona Lendering)  Arhivirana inačica izvorne stranice od 28. veljače 2009. (Wayback Machine)
- Ariobarzan (enciklopedija Iranica)  Arhivirana inačica izvorne stranice od 4. prosinca 2008. (Wayback Machine)
- Ariobarzan (Ariobarzanes), AncientLibrary.com  Arhivirana inačica izvorne stranice od 31. prosinca 2005. (Wayback Machine)